# Meta nebulosa
Meta nebulosa är en spindelart som beskrevs av Schenkel 1936. Meta nebulosa ingår i släktet Meta och familjen käkspindlar. Inga underarter finns listade i Catalogue of Life.